# جويل بوتر
جويل بوتر (بالإنجليزية: Joel Porter)‏ (25 ديسمبر 1978 أديلايد أستراليا - ) هو لاعب كرة قدم أسترالي يلعب كمهاجم.

## روابط خارجية
- جويل بوتر على موقع قاعدة بيانات كرة القدم.إي يو (الإنجليزية)
- جويل بوتر على موقع ناشيونال فوتبول تيمز (الإنجليزية)
- جويل بوتر على موقع Soccerbase.com (لاعب) (الإنجليزية)